# Trastorno metabólico
 Un trastorno metabólico puede ocurrir cuando las reacciones químicas anormales en el cuerpo alteran el proceso metabólico normal. También se puede definir como anomalía hereditaria de un solo gen, la mayoría de los cuales son autosómicos recesivos.

## Síntomas
Algunos de los síntomas que pueden ocurrir con los trastornos metabólicos son letargo, pérdida de peso, ictericia y convulsiones. Los síntomas expresados variarían con el tipo de trastorno metabólico. Hay cuatro categorías de síntomas: 
- síntomas agudos,
- síntomas agudos de aparición tardía,
- síntomas generales progresivos y
- síntomas permanentes.[5]

## Causas

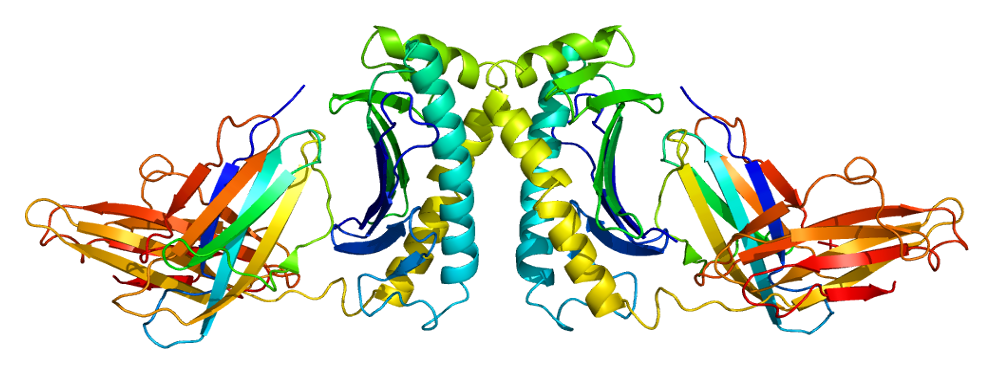
Proteína involucrada en el trastorno del metabolismo del hierro (HFE)

Los trastornos metabólicos heredados son una de las causas de los trastornos metabólicos, y ocurren cuando un gen defectuoso causa una deficiencia enzimática. Estas enfermedades, de las cuales hay muchos subtipos, se conocen como errores innatos del metabolismo. Las enfermedades metabólicas también pueden ocurrir cuando el hígado o el páncreas no funcionan correctamente.

### Tipos
Las principales clases de trastornos metabólicos son:
- Trastornos del equilibrio ácido-base
- Enfermedades metabólicas del cerebro
- Trastornos del metabolismo del calcio
- Desorden de deficiencia en la reparación del ADN
- Trastorno del metabolismo de la glucosa
- Hiperlactatemia
- Trastorno del metabolismo del hierro
- Trastorno del metabolismo de los lípidos
- Síndrome de malabsorción
- Síndrome metabólico
- Error congénito del metabolismo
- Enfermedad mitocondrial
- Trastornos del metabolismo del fósforo
- Porfiria
- Deficiencias de proteostasis
- Enfermedades metabólicas de la piel
- Síndrome de desgaste
- Trastorno hidroelectrolítico

## Diagnóstico

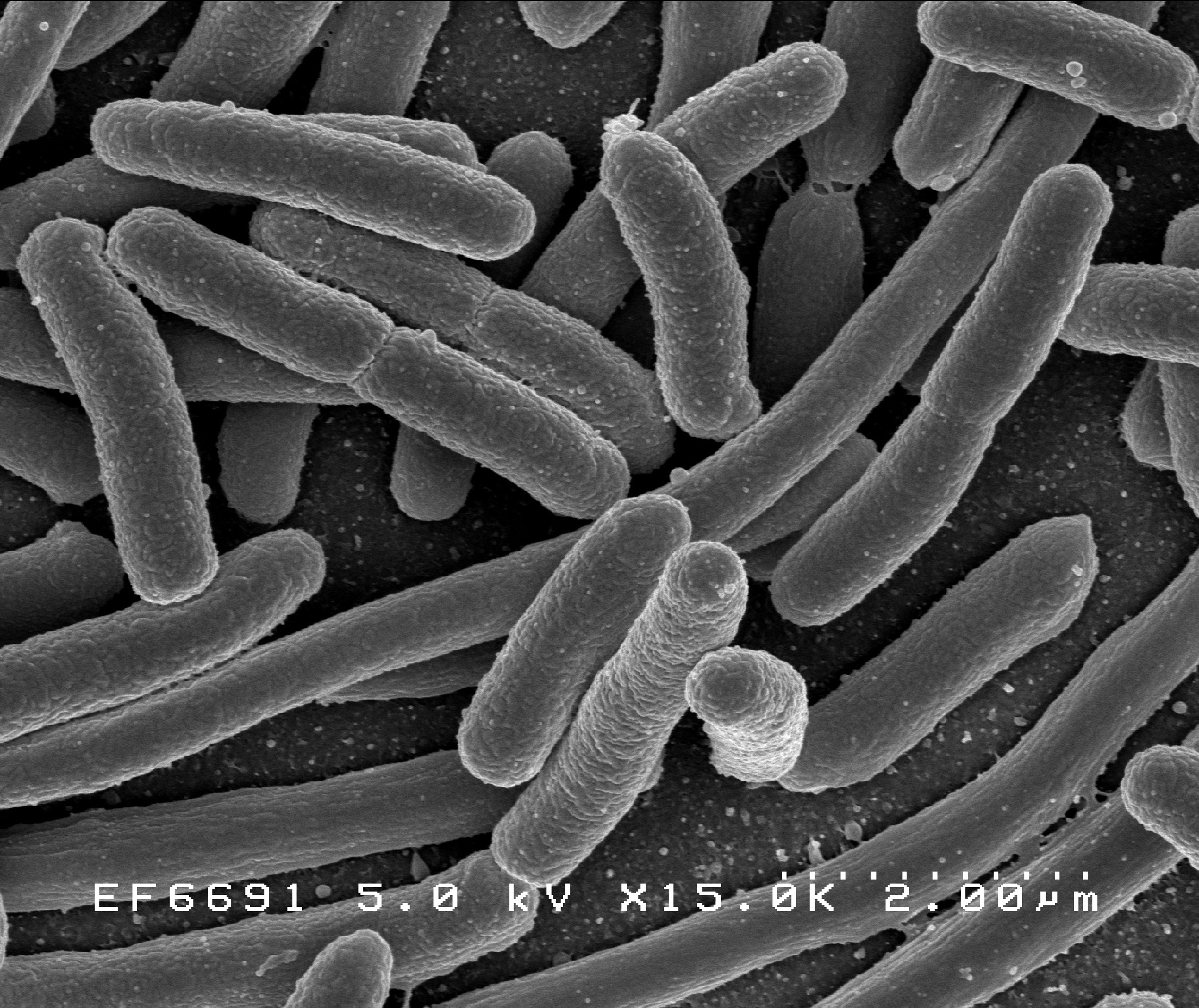
Microbiota intestinal

Los trastornos metabólicos pueden estar presentes al nacer, y muchos pueden identificarse mediante pruebas de detección de rutina. Si un trastorno metabólico no se identifica temprano, entonces puede diagnosticarse más adelante en la vida, cuando aparecen los síntomas. Se pueden hacer pruebas específicas de sangre y ADN para diagnosticar trastornos metabólicos genéticos.
La microbiota intestinal, que es una población de microorganismos que viven en el sistema digestivo humano, también tiene una parte importante en el metabolismo y generalmente tiene una función positiva para su huésped. En términos de interacciones fisiopatológicas / de mecanismo, un microbioma intestinal anormal puede desempeñar un papel en la obesidad relacionada con el trastorno metabólico.

## Cribado
La detección del trastorno metabólico se puede realizar en recién nacidos mediante los siguientes métodos:
- Prueba de sangre
- Prueba de la piel
- Prueba de audición

## Tratamiento
Los trastornos metabólicos pueden ser tratables mediante el manejo de la nutrición, especialmente si se detectan temprano. Es importante que los dietistas tengan conocimiento del genotipo para, por lo tanto, crear un tratamiento que sea más efectivo para el individuo.

## Otras lecturas
- Hoffmann, Georg F.; Zschocke, Johannes; Nyhan, William L. (21 de noviembre de 2009). Inherited Metabolic Diseases: A Clinical Approach. Springer. ISBN 9783540747239.
- «Clinical practice guidelines for healthy eating for the prevention and treatment of metabolic and endocrine diseases in adults: cosponsored by the American Association of Clinical Endocrinologists/the American College of Endocrinology and the Obesity Society». Endocr Pract 19 (Suppl 3): 1-82. September–October 2013. PMID 24129260. doi:10.4158/EP13155.GL. Archivado desde el original el 4 de marzo de 2016. Consultado el 27 de julio de 2015.